# ريجنسي بالاس عمان
ريجنسي بالاس عمان، فندق خمس نجوم، يقع في منتصف مدينة عمان بجانب ميدان جمال عبد الناصر. تم إنشاءه عام 1978. و تم عقد قمة عمان/1980 في أروقته. يحتوي على مسبح مغلق على السطح . يقع الفندق على بُعد 8 كم فقط من مطار ماركا الدولي، ويوفر الفندق مواقف مجانية خاصة للسيارات.